# Аверса
Аве́рса (італ. Aversa, сиц. Aversa) — місто та муніципалітет в Італії, у регіоні Кампанія, провінція Казерта.
Аверса розташована на відстані близько 180 км на південний схід від Рима, 16 км на північ від Неаполя, 16 км на південний захід від Казерти.
Населення — 53 215 осіб (2014). Щорічний фестиваль відбувається 25 січня. Покровитель — святий Павло.

## Історія
Дивись також Список графів Аверських
Місто Аверса, яке замінило античне поселення Ателлу, в XI столітті стало першою нормандською територією в Італії. В 1030 році тут осів Райнульф Дренго, нащадок землевласників з Алансона в Нормандії, якого неаполітанський дука Сергій IV призначив графом Аверським, з чим погодився імператор Священної Римської імперії Конрад II.

## Демографія
Населення за роками:

Станом на 31 грудня 2014 року в муніципалітеті офіційно проживали 2963 іноземці з 75 країн, серед них 497 громадян країн Євросоюзу та 1033 громадяни України.

## Сусідні муніципалітети
- Каринаро
- Казалуче
- Чеза
- Фриньяно
- Джульяно-ін-Кампанія
- Гричиньяно-ді-Аверса
- Лушіано
- Сан-Марчелліно
- Сант'Антімо
- Теверола
- Трентола-Дучента